# Председатель Верховного Совета Приднестровской Молдавской Республики
Председатель Верховного Совета (молд. Президентул ал Советулуй Супрем ал Републичий Молдовенешть Нистрене, укр. Голова Верховної Ради Придністровської Молдавської Республіки) — одна из государственных должностей Приднестровской Молдавской Республики. Лицо, замещающее должность, занимает 3-е место в списке протокольного старшинства при проведении в ПМР официальных мероприятий.
На должность, в соответствии с 61-й статьёй Конституции ПМР и Регламентом Верховного совета, избирается на первом пленарном заседании (если не будет принято иное решение) тайным голосованием из числа депутатов Верховного Совета, давших согласие баллотироваться на эту должность; Верховный Совет может принять решение о проведении открытого голосования.
Полномочия и обязанности Председателя ВС изложены в статье 14-й Регламента ВС; главная обязанность — ведение заседаний палаты.
Нынешний председатель Александр Коршунов был избран 6 февраля 2019, переизбран 8 декабря 2020.

## Хронологический список Председателей ВС
| Портрет | Имя                             | Годы жизни           | Даты председательства                                | Созыв                           |
| ------- | ------------------------------- | -------------------- | ---------------------------------------------------- | ------------------------------- |
|         | Игорь Николаевич Смирнов        | род. 23 октября 1941 | 2 сентября 1990 — 29 ноября 1990                     | Временный Верховный совет ПМССР |
|         | Владимир Александрович Гончар   | род. 4 ноября 1944   | и. о. 29 ноября 1990 — 30 января 1991                | I                               |
|         | Григорий Степанович Маракуца    | род. 15 октября 1942 | 30 января 1991 — 21 декабря 2005                     | I                               |
| II      | Григорий Степанович Маракуца    | род. 15 октября 1942 | 30 января 1991 — 21 декабря 2005                     |                                 |
| III     | Григорий Степанович Маракуца    | род. 15 октября 1942 | 30 января 1991 — 21 декабря 2005                     |                                 |
|         | Евгений Васильевич Шевчук       | род. 19 июня 1968    | 28 декабря 2005 — 8 июля 2009                        | IV                              |
|         | Анатолий Владимирович Каминский | род. 15 марта 1950   | 22 июля 2009 — 13 июня 2012                          | IV                              |
| V       | Анатолий Владимирович Каминский | род. 15 марта 1950   | 22 июля 2009 — 13 июня 2012                          |                                 |
|         | Михаил Порфирович Бурла         | род. 22 ноября 1957  | 13 июня 2012 — 23 декабря 2015                       |                                 |
|         | Вадим Николаевич Красносельский | род. 14 апреля 1970  | 23 декабря 2015 — 14 декабря 2016                    | VI                              |
|         | Александр Сергеевич Щерба       | род. 24 марта 1973   | 14 декабря 2016 — 23 января 2019                     | VI                              |
|         | Галина Михайловна Антюфеева     | род. 6 января 1960   | 23 января — 6 февраля 2019 (исполняющая обязанности) | VI                              |
|         | Александр Викторович Коршунов   | род. 2 апреля 1968   | с 6 февраля 2019                                     | VI                              |
| VII     | Александр Викторович Коршунов   | род. 2 апреля 1968   | с 6 февраля 2019                                     |                                 |